# Piedra rúnica U 256
La piedra rúnica U 256 es una estela rúnica de la época vikinga que se encontraba formando parte del muro oriental de la iglesia de la localidad de Fresta, Suecia. Se trata de una roca de granito alargada de 2,35 m por 0,55 m de ancho y 0,50 m de fondo. Tiene una inscripción rúnica bien conservada del estilo Pr3, a la que únicamente le falta parte de la línea exterior de la banda rúnica. En 1940 fue trasladada a la plaza del pueblo.

## Inscripción
Transliteración de las runas a letras latinas
inkialtr × auk × heminkr × litu × raisa × staina × eftir * ulf × faþur × sin
Transcripción al nórdico antiguo
Ingjaldr ok Hemingr létu reisa steina eptir Ulf, fôður sinn.
Traducción
Ingjaldr y Hemingr mandaron erigir las piedras en memoria de Ulf, su padre.